# Explosive Racing
Explosive Racing est un jeu vidéo de course, développé par Toka (en) et édité par Funsoft, sorti en Europe en 1997 sur PlayStation. C'est la suite spirituelle du jeu Burning Road (en). Le jeu met en scène un certain nombre de conducteurs, qui prennent part à un tournoi de course illégal à travers le monde. Il n'y a aucune règle de conduite; la seule condition pour participer étant que chaque pilote conduise un véhicule ayant des roues et un moteur.

## Système de jeu
Le joueur peut prendre le contrôle d'un personnage parmi les six proposés (Tina, Angus, Garcias, Max, Muzak et Iraki), chacun conduisant soit une voiture, un tracteur routier ou une moto. Il y a deux modes de jeu : entraînement et championnat. Le mode championnat se compose de cinq circuits : l'Écosse, le Wild West, la Chine, l'Antarctique et San Francisco, à parcourir dans cet ordre. Dans chaque course, l'important est de réussir à battre un record de temps bien précis pour être qualifié et pouvoir accéder au niveau suivant; la position à laquelle le joueur finit n'a pas d'importance. Le mode entraînement permet de parcourir, seul ou contre l'ordinateur, les circuits débloqués en mode championnat. Le jeu possède certaines caractéristiques des jeux d'arcade : le joueur ne dispose que de quelques secondes pour choisir un circuit (en mode entraînement), un véhicule, et un type de transmission (automatique ou manuelle); si le joueur échoue à se qualifier pour la course suivante, il perd la partie et doit recommencer le championnat depuis le début; aucune sauvegarde n'est possible entre les courses. Lorsque les cinq niveaux de départ ont été parcourus, chacun d'entre eux doit être rejoué en mode inversé. Une fois cela fait, les niveaux doivent être parcourus à nouveau, mais cette fois-ci avec une complication supplémentaire : la police prend en chasse le joueur, et il faut éviter de se faire arrêter pour excès de vitesse. Au fur et à mesure de la progression, le joueur débloque donc les versions inversées des circuits, mais aussi les versions miroir (la gauche et la droite sont inversées), et les versions inversées-miroir. Des véhicules supplémentaires s'ajoutent aussi à ceux de départ.
Le jeu se joue uniquement en solo, à moins d'avoir à disposition un câble link et deux exemplaires du jeu, auquel cas deux joueurs peuvent s'affronter en mode Link, ce qui requiert également deux consoles PlayStation (et leurs câbles) et deux TV.